# Kyle Schmid

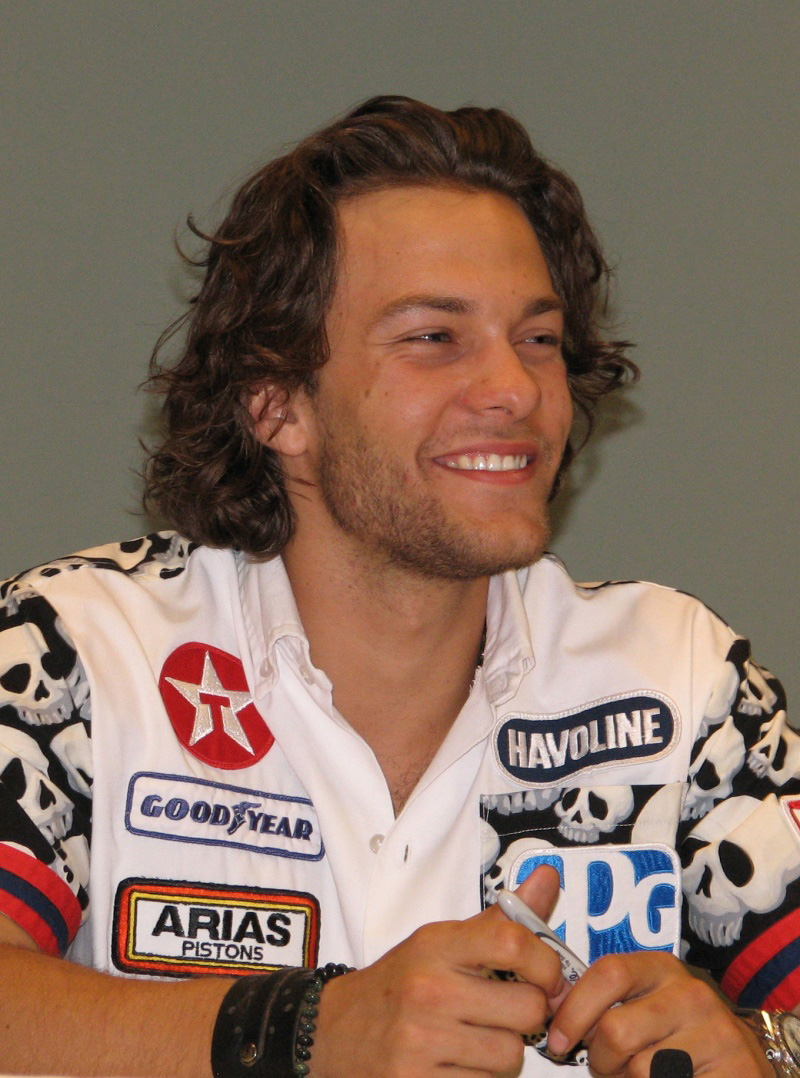
Kyle Schmid (2008)

Kyle Andreas Schmid (* 3. August 1984 in Mississauga, Ontario) ist ein kanadischer Schauspieler.

## Karriere
Schmid gelangte über Werbeaufnahmen und Modeltätigkeiten 1996 an eine kleine Rolle in dem kanadischen Spielfilm Spill. Nach seinem Schauspieldebüt folgten Gastauftritte in diversen Fernsehserien und -filmen, später auch größere Rollen in Spielfilmen. Bekanntheit erlangte Schmid vorwiegend für seine Rollen in Horrorfilmen oder in der Vampirserie Blood Ties.

## Filmografie (Auswahl)
- 2000: Die Bowling Gang
- 2003: Cheetah Girls – Wir werden Popstars
- 2005: Cyber Seduction: His Secret Life (Fernsehfilm)
- 2005: Zerophilia – Heute Er, Morgen Sie
- 2005: Beautiful People
- 2005: Der Babynator (The Pacifier)
- 2005: Eine für 4 (The Sisterhood of the Traveling Pants)
- 2005: A History of Violence
- 2005: Missing – Verzweifelt gesucht (Fernsehserie)
- 2006: Der Pakt (The Covenant)
- 2006: Death Row
- 2007: CSI: Miami (Fernsehserie, Episode 6x04)
- 2007: Blood Ties (Fernsehserie)
- 2008: Fear Island aka Deep Cove
- 2008: Smallville (Fernsehserie, Episode 8x07)
- 2008: The Thaw
- 2008: Joy Ride 2: Dead Ahead
- 2009: Fear Island – Mörderische Unschuld (Fear Island)
- 2009: Frozen – Etwas hat überlebt (The Thaw)
- 2011: Three Inches (Fernsehfilm)
- 2011: Dark Hearts
- 2012: Being Human (Fernsehserie, Episode 2x04)
- 2012: Dead Before Dawn 3D
- 2012: Arrow (Fernsehserie, Episode 1x06)
- 2012–2013: Being Human (Fernsehserie, 10 Episoden)
- 2012–2013: Copper – Justice is brutal (Copper, Fernsehserie, 23 Episoden)
- 2014: Lost Girl (US-Fernsehserie)
- 2015: Motive (Fernsehserie, Episode 3x01)
- 2017–2018: Six (Fernsehserie, 18 Episoden)
- seit 2024: Navy CIS: Origins (Fernsehserie)

## Auszeichnungen
- 2001: Nominierung für den Young Artist Award in der Kategorie „Bester Nachwuchsschauspieler“ in einem Fernsehfilm (Drama) für The Sandy Bottom Orchestra